# Altamira Cecília dos Santos
Altamira Cecília dos Santos, mais conhecida somente como Mãe Tatá Oxum Tomilá (Salvador, 1923 - Salvador, 7 de dezembro de 2019), filha legítima de Maria Deolinda dos Santos, foi a oitava ialorixá do Candomblé Queto da Casa Branca do Engenho Velho auxiliada pela iaquequerê Juliana da Silva Baraúna e Otum, iaquequerê, iatebexê e iaodé, Areonite da Conceição Chagas. Morreu de causas naturais em dezembro de 2019, aos 96 anos, em sua casa.

## Vida
Altamira Cecília dos Santos nasceu em 1923 em Salvador, na Bahia, e era filha legítima de Maria Deolinda dos Santos, a dita Papai Oquê. Com o desaparecimento de Marieta Vitória Cardoso, a dita Mãe Niquê, a sucedeu em 1985 como a oitava ialorixá do terreiro Casa Branca do Engenho Velho, o mais antigo de Salvador. Na função, era auxiliada pela iaquequerê Juliana da Silva Baraúna e a otum, iaquequerê, iatebexê e iaodé Areonite da Conceição Chagas, a Mãe Nitinha de Oxum. Altamira é reconhecida como uma das maiores lideranças do candomblé da Bahia e foi sob sua gestão que o terreiro passou por reformas estruturais e em 1986, foi o primeiro monumento da cultura negra a ser reconhecido como Patrimônio Histórico do Brasil pelo Instituto do Patrimônio Histórico e Artístico Nacional (IPHAN). Em 2014, foi homenageada por Ana Rita Santiago na obra intitulada Mãe Tatá - uma dádiva de Òsum, na qual contam relatos, mensagens e depoimentos sobre a ialorixá.
Desde ao menos este mesmo ano, foi diagnosticada com Alzheimer, mas continuou a frente do terreiro cumprindo suas obrigações religiosas. Morreu de causas naturais em sete de dezembro de 2019, aos 96 anos, em sua casa no Engenho Velho de Brotas. No dia seguinte, oito, foi sepultada no cemitério municipal de Jardim da Saudade após um cortejo que saiu de Casa Branca e transitou pelas ruas do bairro na companhia de uma grande multidão de centenas de pessoas. Em nove de dezembro, o deputado estadual Jacó Lula da Silva protocolou uma nota de pesar (MOC/23.380/2019), que foi publicada no Diário Oficial em 10 de dezembro.
Em decorrência do falecimento de Altamira, o terreiro enlutou e suspendeu suas atividades religiosas por um ano. Em entrevista, Pai Léo, irmão de santo da falecida, afirmou que o terreiro seria interinamente dirigido pelo eluô Pai Air José, que já era líder do Pilão de Prata, e os ebomis. Desde dezembro de 2020, Mãe Neuza Cruz formalmente sucede Altamira na posição de ialorixá.

## Avaliação
A jornalista Cleidiana Ramos a definiu como "uma ialorixá conhecida pela sabedoria e elegância nos gestos". Já Pai Léo, a comparando ao orixá Oxum, diz: "Assim como Oxum, era vaidosa, gostava de usar joias e era muito maternal e energética. Contava uma história toda para você perceber que estava errado".